# Sigrid Herrmann
Sigrid Herrmann (ehemals Herrmann-Marschall; * 14. Januar 1964 in Frankfurt am Main) ist eine deutsche Bloggerin. Sie betreibt einen Watchblog mit dem Themenschwerpunkt Islamismus. Sie erhob mehrfach gegen dritte Personen Extremismusvorwürfe, die sich als unzutreffend erwiesen.

## Arbeit
Herrmann betreibt seit dem Jahr 2012 den Watchblog „Vorwärts und nicht vergessen“, der nach einer Textzeile aus dem Solidaritätslied von Bertolt Brecht benannt ist. Ihr Untersuchungsgegenstand sind salafistische und islamistische Organisationen und Akteure. In diesem Zusammenhang berät sie Kommunalpolitiker und hält öffentliche Vorträge. Nachdem sie mit Analysen aus dem Rhein-Main-Gebiet begonnen hatte, ist sie inzwischen bundesweit aktiv. Das öffentliche Auftreten begann mit einer Aufklärungs- und Protestaktion im Jahr 2012, dem Widerstand gegen die Koranverteilungskampagnen der Gruppe um Ibrahim Abou-Nagie.
Sie gehörte zu den Kritikern des Auftritts von Mohamed Matar von der Neuköllner Begegnungsstätte (NBS) bei einer Gedenkveranstaltung zum Attentat auf dem Berliner Breitscheidplatz. Die Einbeziehung der NBS in Integrationsprojekte für Flüchtlinge wird von ihr kritisiert. Sie fand durch einen Blick ins Vereinsregister heraus, dass Verbindungen des Islamischen Zentrums Hamburg nach Hessen bestehen.
Sie darf trotz Klage von Islamic Relief behaupten, „dass sich die Hilfsorganisation Islamic Relief Deutschland (IRD) und auch die Mutterorganisation aus Großbritannien unter anderem an der Finanzierung der Hamas beteiligen“. Eine Recherche Herrmanns über ein deutsches Mitglied im Vorstand von Islamic Relief Worldwide wurde im August 2020 von der Londoner Times aufgegriffen; in der Folge trat der gesamte Vorstand zurück.
Herrmann ist Diplom-Biologin. Sie ist Mitglied der SPD, und war als Lokalpolitikerin (Vorstandsmitglied, davor Unterbezirkssprecherin für Umweltschutz, Unterbezirksschriftführerin) in Offenbach tätig. Seit 2019 lebt und arbeitet Herrmann in Nordrhein-Westfalen.
Ein 2015 für die die Zeitschrift Die Kriminalpolizei von Herrmann verfasster Artikel ist mit Stand Juni 2025 aus rechtlichen Gründen nicht mehr verfügbar. Ebenso musste im Jahr 2016 ein in derselben Zeitschrift von Herrmann verfasster Artikel aufgrund falscher Behauptungen berichtigt werden.
Ab 2021 war Sigrid Herrmann für die Website „European Eye on Radicalisation“ tätig, die unter anderem von einem Vertrauten des damaligen emiratischen Kronprinzen Mohammad bin Zayed finanziert wird.

## Kritik
Der Journalist und Autor Yassin Musharbash wies einen Teil der Kritik von Herrmann an seiner Arbeit zurück.

### Extremismus-Vorwürfe gegen Mitarbeiter von Violence Prevention Network im Jahr 2017
Ende 2016 informierte Hermann die hessischen Sicherheitsbehörden, dass zwei in Hessen tätige muslimische Mitarbeiter von Violence Prevention Network (VPN), einer bundesweit tätigen Nichtregierungsorganisation zur Präventionsarbeit gegen politischen Extremismus, selbst Kontakte zur extremistischen Szene unterhalten würden. Die beschuldigten Mitarbeiter wurden daraufhin im Januar 2017 einer Befragung unterzogen, bei der sie sich von extremistischem Gedankengut distanzierten. Kurz darauf veröffentlichte der Journalist Volker Siefert für den Hessischen Rundfunk (hr-iNFO) einen bundesweit beachteten Enthüllungsbericht über die Vorwürfe gegen die beiden Mitarbeiter, die daraufhin in einer Sofortmaßnahme am 21. Februar 2017 vorläufig suspendiert wurden. Weiter wurden alle Mitarbeiter der hessischen VPN-Beratungsstelle einer neuerlichen Sicherheitsüberprüfung unterzogen.  Im März teilte das Hessische Innenministerium mit, dass die Vorwürfe eine „gründliche sicherheitsbehördliche Zuverlässigkeitsüberprüfung“ bei den VPN-Mitarbeitern veranlasst hatten, und das Ergebnis der Prüfung ergebe, dass beide beschuldigten Mitarbeiter von den Vorwürfen entlastet seien. Die Journalistin Özlem Gezer bezeichnete im Mai 2017 die Affäre im Der Spiegel als „Strudel, erzeugt von selbst ernannten Muslimjägern, eifernden Journalisten und Behörden, die Angst haben, Fehler zu machen.“
Herrmann bezeichnete sich damals auf ihrer Website selbst noch als „unabhängige Sekten- und Islamismus-Expertin“, die Süddeutsche Zeitung schrieb in diesem Zusammenhang „die Grenzen zwischen Expertise und Aktivismus sind bei ihr fließend“. Lamya Kaddor bemerkte zudem, Herrmann besitze allenfalls Laienwissen über den Islam und verurteile Menschen ohne nachprüfbare Beweisführung pauschal als Anhänger islamistischer Strömungen. Diesen Vorwurf nannte Herrmann „undifferenziert“. Der Islamwissenschafter Michael Kiefer (Universität Osnabrück) kritisierte gegenüber der SZ, dass mittels Kontaktschuld gearbeitet werde und Menschen nicht anhand ihrer Äußerungen bewertet werden: „Die Behörden schenken selbsternannten Islamexperten, die keine Ahnung von Islamismus haben, zu viel Glauben.“

### UEM-Studie 2023
Nach dem rassistisch motivierten Anschlag von Hanau im Jahr 2020 berief Bundesinnenminister Horst Seehofer einen zwölfköpfigen wissenschaftlichen Expertenkreis ein, der im Juni 2023 eine umfassende Studie über das Thema Muslimfeindlichkeit in Deutschland präsentierte, in dem Herrmann namentlich erwähnt wird. Unter anderem wurde dort festgestellt, dass sie sich „trotz fehlender fachlicher Expertise oder relevanter Sprachkenntnisse“ als Islamismus-Expertin bezeichne. Herrmann warf daraufhin dem Innenministerium Falschdarstellungen über ihre Person vor und erhob Unterlassungsansprüche. Nachdem Henryk M. Broder eine juristische Klage gegen seine Nennung in dem Bericht gewonnen hatte, zog das Ministerium den Bericht im März 2024 zurück. Nachdem der Bericht bearbeitet wurde, wurde er im Juli 2024 erneut veröffentlicht, jedoch nicht mehr auf den Seiten des Ministeriums.
In dem revidierten Bericht wurden sämtliche Bezugnahmen auf Sigrid Herrmann entfernt.

## Schriften
- Dorothee Dienstbühl, Sigrid Herrmann-Marschall: Investigate Social Media – Die Übertragung salafistischer Strukturen in sozialen Netzwerken auf örtliche Gegebenheiten und der Nutzen für die Sicherheitsbehörden. In: Thomas-Gabriel Rüdiger, Petra Saskia Bayerl (Hrsg.): Digitale Polizeiarbeit: Herausforderungen und Chancen. 1. Auflage. Springer VS, 2018, ISBN 978-3-658-19755-1, S. 91–107, doi:10.1007/978-3-658-19756-8.
- Sigrid Herrmann-Marschall: Die Medienstrategie der Gülen-Bewegung. In: Friedmann Eißler (Hrsg.): Die Gülen-Bewegung (Hizmet) Herkunft, Strukturen, Ziele, Erfahrungen. EZW-Texte, Nr. 238. Evangelische Zentralstelle für Weltanschauungsfragen, Berlin 2015, S. 168–175 (ezw-berlin.de [PDF]).
- Sigrid Herrmann-Marschall: Die Hilfsorganisation „Islamic Relief“: Heiligenschein mit Rissen. In: Materialdienst der EZW 11/2017. Evangelische Zentralstelle für Weltanschauungsfragen, Berlin 2017, S. 415–420 (ezw-berlin.de [PDF]).